# Щерба Катерина Василівна
Катерина Василівна Щерба, до шлюбу Бережанська, псевдо «Олеся» (1929, с. Виспа (нині Рогатинський район Івано-Франківської області — 10 травня 2023 у Львові) — зв'язкова командирів УПА.

## Життєпис
Мати Катерини була діячкою «Союзу українок», батько — постійним головою місцевої філії Товариства «Просвіта».
Навчалася у Рогатинській гімназії, після закінчення якої вступила до учительської семінарії в Рогатині, пройшла курси медсестер.
У 1943—1945 була зв'язковою командирів УПА — Романа Шухевича, Омеляна Польового та Дмитра Карпенка. У будинку батька   допомагала лікувати хворих та поранених повстанців.
Після війни й до виходу на пенсію працювала вчителькою української мови та літератури у Львові.
Неодноразово бувала на Золотій поляні, де стояв вишкіл партизанського відділу «Сіроманців».
Вступивши в шлюб і змінивши прізвище, переїхала у Львів і так «загубилася» для НКДБ.
Закінчила Львівський університет. Спершу вступила на німецьку філологію, потім перевелася на українську.
Була однією з перших членів громадської організації «Львівське крайове братство ветеранів національно-визвольної боротьби (Львівське братство ОУН-УПА)».
Чоловіком Катерини Щерби був заступник голови Львівського крайового братства ветеранів ОУН-УПА, педагог та громадський діяч Іван Щерба (1925—2014). 
Похована 12 травня 2023 року на полі 86а Личаківського цвинтаря.